# Uso (diritto)
L'uso, come l'abitazione o l'usufrutto, è un diritto reale di godimento.
L'uso consiste nel diritto di servirsi di un bene, e se fruttifero, di raccoglierne i frutti limitatamente ai bisogni propri e della propria famiglia (art. 1021)
Il diritto si distingue dall'usufrutto proprio per tale limite ad esso imposto. Dato il suo carattere personale il diritto d'uso (e anche quello di abitazione) non può essere ceduto, pertanto il bene non può essere concesso in locazione o in godimento a terzi.
Il diritto d'uso si estingue al pari di quello di usufrutto con la morte del titolare, e pertanto non può formare oggetto di disposizione testamentaria.